# Anastatus hemipterae
Anastatus hemipterae är en stekelart som först beskrevs av Jean Risbec 1951.  Anastatus hemipterae ingår i släktet Anastatus och familjen hoppglanssteklar. Inga underarter finns listade i Catalogue of Life.